# Паисий Севастийски
Паисий (на гръцки: Παΐσιος) е гръцки духовник, епископ на Вселенската патриаршия.

## Биография
През март 1840 година е избран и същата година ръкоположен за титулярен севастийски епископ. Назначен е за викарен епископ на Константинополската архиепископия и наместник на енория „Свети Архангели“ в Мега Ревма. Умира в Цариград на 4 юли 1877 година.